# جبل فكيرين
جبل فْكِيرِين (بالأمازيغية: Adrar n fkirin، بالإنجليزية: Fkirine Mountain) هو جبل يقع بوسط الجمهورية التونسية بولاية زغوان، جنوب غربي مدينة الفحص وشمال شرقي قرية أم الأبواب. يبلغ ارتفاعه 988 م.